# Mariga (Nigeria)
Mariga è una città della Repubblica Federale della Nigeria appartenente allo stato di Niger.
È il capoluogo dell'omonima area a governo locale (local government area) che si estende su una superficie di 5.552 km² e conta una popolazione di 199.430 abitanti.